# Handbuch der Magie
| Handbuch der Magie | Handbuch der Magie                          |
| ------------------ | ------------------------------------------- |
| Erscheinungsland   | DDR                                         |
| Herausgeber        | Universitas Verlag, Berlin                  |
| Ersch.Jahr         | 1978                                        |
| Aufmachung         | gebunden                                    |
| Illustrationen     | 583 Strichzeichnungen und 32 s/w Fototafeln |
| Sprache(n)         | Deutsch                                     |
| Seitenumfang       | 342                                         |
| Thema              | Lehrbuch mit 176 Kunststückbeschreibungen   |
| ISBN               | 3-8004-0857-0                               |
| Autor              |                                             |
| Jochen Zmeck       |                                             |

Das Handbuch der Magie von Jochen Zmeck gilt als erstes, deutschsprachiges Buch nach dem  Zweiten Weltkrieg, das sich mit dem Erlernen der Zauberkunst systematisch beschäftigt.
In 39 Kapiteln gibt der Autor einen Schritt-für-Schritt-Lehrgang, der mit einer durchdachten Einteilung der Zauberkunst in verschiedene Sparten beginnt und mit einer umfangreichen Sammlung von Fachbegriffen endet. Dabei stützt sich der Autor auf die Analysen des US-amerikanischen Fachautors Dariel Fitzkee, der bereits 1943 in seinem Werk "The Trick Brain" die Prinzipien der Zauberkunst in insgesamt 13 Kategorien eingeteilt hat.
Das Handbuch der Magie erlebte bis zum Jahre 1990 mehrere Auflagen.  Zur Erlangen von Zaubervereinsmitgliedschaften zählt dieses Buch zur Grundvoraussetzung.

## Die Kapitel
Was man von der Zauberkunst wissen sollte
- 1. Kapitel: Die Täuschung
- 2. Die Sparten der Magie
- 3. Kapitel: Die magischen Grundeffekte
- 4. Kapitel: Aus der Geschichte der Magie

Kartenkunst
- 5. Kapitel: Grundsätzliches zur Kartenkunst
- 6. Kapitel: Tricks ohne Fingerfertigkeit
- 7. Kapitel: Das gelegte Kartenspiel
- 8. Kapitel: Die Leitkarte
- 9. Kapitel: Spalt und Injog
- 10. Kapitel: Das Mischen
- 11. Kapitel: Abheben
- 12. Kapitel: Dublieren
- 13. Kapitel: Glissieren
- 14. Kapitel: Forcieren
- 15. Kapitel: Noch einige Kartengriffe
- 16. Kapitel: Magie mit präparierten Karten
- 17. Kapitel: Kartenkunst für Anspruchsvolle
- 18. Kapitel: Manipulationen mit Spielkarten

Magie für Party und Bühne
- 19. Kapitel: Grundsätzliches zur Bühnenmagie
- 20. Kapitel: Magie mit Münzen
- 21. Kapitel: Magie mit Bällen
- 22. Kapitel: Magie mit Schaumgummibällen
- 23. Kapitel: Magie mit Fingerhüten
- 24. Kapitel: Zigarettenmagie
- 25. Kapitel: Seiltricks
- 26. Kapitel: Tüchermagie
- 27. Kapitel: Mentalmagie
- 28. Kapitel: Illusionen
- 29. Kapitel: Gemischte Kost

Mikromagie
- 30. Kapitel: Auch kleine Dinge können entzücken
- 31. Kapitel: Ganz aus dem Stegreif
- 32. Kapitel: Mit Münzen und Würfeln
- 33. Kapitel: Eine bunte Auswahl
- 34. Kapitel: Etwas Mathematik gefällig
- 35. Kapitel: Die Einstudierung eines Tricks
- 36. Kapitel: Die Zusammenstellung des Programms
- 37. Kapitel: Die Ausstattung
- 38. Kapitel: Das Benehmen auf der Bühne
- 39. Kapitel: Einige Grundregeln der Magie

Anhang

## Buchbesprechung
- Magie, Vereinsorgan des Magischen Zirkels von Deutschland, Heft 2, Februar 1979, S. 53
- Magische Welt, Heft 3, 28. Jahrgang, 1979

## Auflagen/Ausgaben
- 1. Ausgabe 1968, siehe Infobox

1. Lizenzausgabe für die BRD Universitas Verlag München 1978
- 2. Auflage Henschelverlag, Berlin 1979, 350 Seiten
- 3. Auflage Henschelverlag, Berlin 1979, 350 Seiten

2. Lizenzausgabe für die BRD Universitas Verlag München 1980, 350 Seiten
- 4. Auflage Henschelverlag, Berlin 1984, 342 Seiten
- 5. Auflage Henschelverlag, Berlin 1986, 342 Seiten
- 6. Auflage Henschelverlag, Berlin 1990, 336 Seiten

## Nachweise
1. ↑  Dr. Hans-Gerhard Stumpf in "Magie", Heft 2, 1979: Das Handbuch der Magie ist eines der bedeutenden Lehrwerke der letzten Jahre im Weltmaßstab
2. ↑  Dariel Fitzkee, The Trick Brain, Verlag Magic Limited, Oakland, 316 Seiten, 1944
3. ↑  Rudolf Braunmüller in: Magie Heft 2, 1979, Seite 47: Die ganz Prüfungsordnung ist auf das Buch von Jochen Zmeck, Handbuch der Magie, abgestellt